# Saison 2009-2010 du Paris Saint-Germain
Maillots
Chronologie
Saison précédente Saison suivante
La saison 2009-2010 du Paris Saint-Germain est la 36e saison consécutive du club de la capitale en première division.
L'équipe est entraînée par Antoine Kombouaré, joueur du club de 1990 à 1995 et entraîneur de l'équipe réserve 1999 à 2003, remplaçant ainsi Paul Le Guen dont le contrat finissant n'a pas été prolongé.
Le Paris SG finit à la treizième place. Il assure tout de même une place en Ligue Europa pour la saison suivante en remportant sa huitième coupe de France. En coupe de la Ligue le PSG s'arrête aux huitièmes de finale.

## Avant-saison

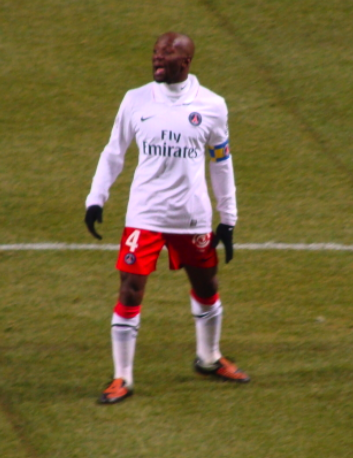
Claude Makélélé, capitaine en 2009-2010.

Le Paris Saint-Germain commence la saison après avoir fini la saison précédente à la sixième place, échappant de peu à une qualification en Ligue Europa. Paul Le Guen n'étant pas conservé, Antoine Kombouaré, l'entraîneur du Valenciennes FC et ancien joueur du PSG s'engage pour 3 ans avec le club. Le futur président du PSG, Robin Leproux, évoque la «volonté d'emmener Paris le plus haut possible à l'échelle européenne», Sébastien Bazin évoque même la Ligue des champions.
Quatre joueurs arrivent au Paris SG. Le gardien français de l'Atlético Madrid, Grégory Coupet, pour 800 000 euros et un contrat de deux ans. Mevlüt Erding, l'attaquant franco-turc du FC Sochaux-Montbéliard pour 8 millions d'euros et 4 ans. Christophe Jallet, le latéral droit du FC Lorient pour 4 années et un montant de 2,5 millions d'euros. Willy Grondin alors libre de tout contrat rejoint Paris pour un an pour occuper le poste de troisième gardien.
Willamis Souza est transféré au Grêmio où il était déjà prêté la saison passée. Mickaël Landreau est transféré à Lille pour 1,6 million d'euros. Prêté avec une option d'achat au club anglais de West Bromwich Albion six mois plus tôt, Youssouf Mulumbu y est transféré pour près de 200 000 euros malgré la descente du club en Championship.
Alassane També, Tripy Makonda, Abdelaziz Barrada, Alphonse Areola et Jimmy Kamghain passent professionnels tandis que Stéphane Sessègnon, Sylvain Armand, Marcos Ceará et Guillaume Hoarau prolongent leur contrat.
Éverton Santos est prêté avec option d'achat au club japonais Albirex Niigata.
| Nom                | Nationalité | Transfert                                | Provenance/Destination   | Division                |
| ------------------ | ----------- | ---------------------------------------- | ------------------------ | ----------------------- |
| Arrivées           |             |                                          |                          |                         |
| Grégory Coupet     | France      | Transfert (1 million d'euros)            | Atlético de Madrid       | Liga                    |
| Mevlüt Erding      | Turquie     | Transfert (8 millions d'euros)           | FC Sochaux-Montbéliard   | Ligue 1                 |
| Christophe Jallet  | France      | Transfert (2,5 millions d'euros)         | FC Lorient               | Ligue 1                 |
| Willy Grondin      | France      | Fin de contrat                           | Valenciennes FC          | Ligue 1                 |
| Alassane També     | France      | Premier contrat professionnel            | Paris Saint-Germain B    | CFA                     |
| Tripy Makonda      | France      | Premier contrat professionnel            | Paris Saint-Germain B    | CFA                     |
| Abdelaziz Barrada  | Maroc       | Premier contrat professionnel            | Paris Saint-Germain B    | CFA                     |
| Alphonse Areola    | France      | Premier contrat professionnel            | Paris Saint-Germain B    | CFA                     |
| Jimmy Kamghain     | France      | Premier contrat professionnel            | Paris Saint-Germain B    | CFA                     |
| Albert Baning      | Cameroun    | Fin du prêt                              | Grenoble Foot            | Ligue 1                 |
| Yannick Boli       | France      | Fin du prêt                              | Le Havre AC              | Ligue 1                 |
| Granddi Ngoyi      | France      | Fin du prêt                              | Clermont Foot            | Ligue 1                 |
| Younousse Sankharé | France      | Fin du prêt                              | Stade de Reims           | Ligue 2                 |
| Départs            |             |                                          |                          |                         |
| Willamis Souza     | Brésil      | Transfert définitif (2 millions d'euros) | Grêmio                   | Brasileirão             |
| Mickaël Landreau   | France      | Transfert (1,6 million d'euros)          | Lille OSC                | Ligue 1                 |
| Youssouf Mulumbu   | RD Congo    | Transfert (200 000 €)                    | West Bromwich Albion     | Championship            |
| Larrys Mabiala     | RD Congo    | Fin de contrat                           | OGC Nice                 | Ligue 1                 |
| Chris Mavinga      | France      | Fin de contrat                           | Liverpool FC             | Premier League          |
| Gaëtan Charbonnier | France      | Fin de contrat                           | Angers SCO               | Ligue 2                 |
| Fabrice Pancrate   | France      | Fin de contrat                           | Newcastle United FC      | Championship            |
| Stéphane Véron     | France      | Fin de contrat                           | ASMB Belfort             | CFA 2                   |
| Éverton Santos     | Brésil      | Prêt avec option d'achat                 | Albirex Niigata          | J. League               |
| Jérôme Rothen      | France      | Prêt                                     | Glasgow Rangers          | Scottish Premier League |
| Mateja Kežman      | Serbie      | Prêt                                     | Zénith Saint-Pétersbourg | Premier-Liga            |

## Récit de la saison sportive

### Débuts convaincants
Le Paris Saint-Germain commence officiellement sa saison le 8 août 2009 à l'extérieur face au club promu du Montpellier HSC dans le cadre du championnat. Deux des recrues parisiennes démarrent le match : Grégory Coupet et Mevlüt Erding. Les Montpelliérains sont réduits à 10 après l'expulsion Cyril Jeunechamp à la demi-heure de jeu, permettant aux parisiens de multiplier leurs occasions. À vingt minutes de la fin, Claude Makelele tente une frappe lointaine. Jourdren ne parvient pas à capter le ballon et le repousse à deux reprises, Ludovic Giuly se retrouve en situation idéale et ouvre le score. À la dernière minute du temps additionnel, le bosnien Emir Spahić égalise de la tête sur un corner dévié. Antoine Kombouaré, suspendu pour ce match, évoque une «grosse déception».
Une semaine après, le PSG reçoit Le Mans UC au Parc. Malgré une domination parisienne, Modibo Maïga trouve l'international norvégien Thorstein Helstad qui ouvre le score pour les Manceaux dès la 20e minute. Dix minutes plus tard, Jérémy Clément récupère le ballon et lance Erding sur le côté gauche qui parvient à se débarrasser du marquage de son défenseur par quelques dribbles, et inscrit son premier but d'une frappe croisée du gauche. À la 59e minute de jeu, sur un coup franc tiré par Sessègnon, Frédéric Thomas marque contre son propre camp. Le MUC se procure ensuite de bonnes occasions mais Coupet reste solide. Kežman trouve ensuite Giuly qui enfonce le clou. Le score final est de 3 buts à 1 pour les parisiens.

### Mercatod'hiver
| Nom               | Nationalité | Transfert                       | Provenance/Destination   | Division            |
| ----------------- | ----------- | ------------------------------- | ------------------------ | ------------------- |
| Arrivées          |             |                                 |                          |                     |
| Mateja Kežman     | Serbie      | Fin du prêt                     | Zénith Saint-Pétersbourg | Premier-Liga        |
| Départs           |             |                                 |                          |                     |
| Grégory Bourillon | France      | Transfert (1,7 million d'euros) | FC Lorient               | Ligue 1             |
| Yannick Boli      | France      | Prêt                            | Nîmes Olympique          | Ligue 2             |
| Loris Arnaud      | France      | Prêt                            | Clermont Foot            | Ligue 2             |
| Albert Baning     | Cameroun    | Prêt                            | RC Strasbourg            | Ligue 2             |
| Jérôme Rothen     | France      | Prêt                            | MKE Ankaragücü           | Spor toto Süper Lig |
| Éverton Santos    | Brésil      | Prêt                            | Goiás EC                 | Brasileirão         |

### Sister Cities Cup
La Sister Cities Cup a été organisée du 17 au 22 mai 2010 à Chicago.
Le PSG a été opposé au club américain du Chicago Fire, au club polonais du Legia Varsovie et au club serbe de l'Étoile rouge de Belgrade.
Le PSG s'est déplacé aux États-Unis du 17 au 22 mai 2010 pour participer à une compétition, la Chicago Sister Cities International Cup, organisée par le Chicago Fire.
Ce tournoi a opposé le club américain du Chicago Fire, le club polonais du Legia Varsovie et le club serbe de l'Étoile rouge de Belgrade.
Il a rencontré en demi-finale le Chicago Fire (victoire 1 à 0) et s'est incliné aux tirs au but contre l'Étoile rouge de Belgrade (1 - 1 après prolongations; 7 tirs au but à 6).
Avant de se rendre à Chicago, la délégation parisienne est allée à New York pour signer avec un partenariat avec un club local, le Manhattan Soccer Club.

### Matchs officiels de la saison
Le tableau ci-dessous retrace dans l'ordre chronologique les 46 rencontres officielles jouées par le Paris Saint-Germain durant la saison. Le club parisien a participé aux 38 journées du championnat ainsi qu'à six tours de Coupe de France et deux rencontres en Coupe de la Ligue. Les buteurs sont accompagnés d'une indication entre parenthèses sur la minute de jeu où est marqué le but et, pour certaines réalisations, sur sa nature (penalty ou contre son camp).
Le bilan général de la saison est de 18 victoires, 12 matchs nuls et 16 défaites.

## Joueurs et encadrement technique

### Statistiques collectives
| Compétition       | Débute au tour | Termine       | Matches joués | Gagnés | Nuls | Perdus | Buts pour | Buts contre | Différence |
| ----------------- | -------------- | ------------- | ------------- | ------ | ---- | ------ | --------- | ----------- | ---------- |
| Ligue 1           | -              | 13e           | 38            | 12     | 11   | 15     | 50        | 46          | +4         |
| Coupe de France   | 1/32 de finale | Vainqueur     | 6             | 5      | 1    | 0      | 11        | 1           | +10        |
| Coupe de la Ligue | 1/16 de finale | 1/8 de finale | 2             | 1      | 0    | 1      | 1         | 1           | 0          |
| Total             | -              | -             | 46            | 18     | 12   | 16     | 62        | 48          | +14        |